# مي متى
مي متى إعلامية لبنانية.

## حياتها الأسرية
تزوجت من المهندس رشيد متى ورزقت منه بابنها الوحيد جواد

## مشوارها المهني
بدأت مشوارها في آواخر الثمانينات على شاشة المؤسسة اللبنانية للإرسال بتقديم نشرة الأخبار مع زميلها طوني خليفة آنذاك، إلا أن توقف الاخبار السياسية عن الشاشات اللبنانية لمدة عامين بدءاً من العام 1994 لأسباب سياسية دفعها إلى تقديم برامج المنوعات بعيداً عن نشرات الاخبار
أصبحت المقدمة الرئيسية في برنامج «نهاركم سعيد» الصباحي".
الا أنها عادت وتخصصت في مجال أوسع من خلال برنامج «أجندة» الذي استمر خمسة عشر عاما واستقبلت فيه ضيوفاً تحدثوا عن انجازاتهم ومشاريعهم الجديدة في مجال الثقافة والفن
قدمت أيضا برنامج «صارت الساعة 8» الذي كان محطة بارزة في مسيرتها وصولا إلى برامج المنوعات وأبرزها «اهلا بهالطلة» و «كأس النجوم» والمحطة ما قبل الاخيرة «نهاركم سعيد»
، بالإضافة لتقديم العديد من البرامج الخاصة والمهرجانات الكبيرة، ابتعدت عن الإعلام في عام 2010 بعد أن قدمت استقالتها على الهواء في آخر برامجها «أجندة»

## تكريمات
- لبنان:تكريم في مهرجان الزمن الجميل بدورته السادسة 2023[5]